# Дворец Гилини
Дворец Гилини (Palazzo Ghilini) — здание, расположенное в Италии на Площади свободы (Piazza della Libertà) в Алессандрии. Находится в центральной части города, рядом с Кафедральным собором. Принадлежал семье Гилини.
Дворец имеет два этажа и выполнен в стиле пьемонтского барокко. Всего по фасаду 13 на 7 окон. Все они разделены высокими пилястрами ионического ордера. Фасады дворца симметричны и зеркально повторяют друг друга.

## История
Строительство дворца началось по приказу Джироламо Гилини в 1730 году под руководством архитектора Бенедетто Альфьери. В середине века ему на смену пришел архитектор Джанотти. Главный корпус, выходящий на площадь, строился под руководством архитектора Доменико Казелли. Первоначально был построен основной корпус здания. Впоследствии была построена северная часть дворца и лишь во второй половине 19 века — южное крыло. Строительство дворца было завершено во второй половине XIX века. Несмотря на это, все здание выполнено в едином стиле.
В середине 19 века в здании дворца располагались административные службы. На сегодняшний день в здании дворца находится префектура Алессандрии.